# Giuseppe Paupini
Giuseppe Paupini, italijanski rimskokatoliški duhovnik, škof in kardinal, * 25. februar 1907, Mondavio, † 18. julij 1992.

## Življenjepis
19. marca 1930 je prejel duhovniško posvečenje.
2. februarja 1956 je bil imenovan za naslovnega nadškofa Sebastopolisa v Abasgii in za apostolskega internuncija v Iranu; 26. februarja istega leta je prejel škofovsko posvečenje.
25. februarja 1957 je postal apostolski nuncij v Gvatemali in v Salvadorju in 23. maja 1959 apostolski nuncij v Kolumbiji.
Leta 1969 se je vrnil kot uradnik v Rimski kuriji.
28. aprila 1969 je bil povzdignjen v kardinala in imenovan za kardinal-diakona Ognissanti in Via Appia Nuova.
Med 21. marcem 1973 in 8. aprilom 1984 je bil višji sodnik Apostolske penitenciarije; 30. junija 1979 je bil imenovan za kardinal-duhovnika Ognissanti in Via Appia Nuova.